# C/2012 F6 Lemmon
C/2012 F6 Lemmon è una cometa di lungo periodo scoperta nella costellazione del Leone da Alex R. Gibbs con il riflettore da 1,5 m, che si trova all'Osservatorio di Monte Lemmon a nord di Tucson, in Arizona.

## Storia delle osservazioni

### Scoperta
La cometa C/2012 F6 Lemmon è stata scoperta il 23 marzo 2012 da Alex R. Gibbs dall'osservatorio di Monte Lemmon in Arizona, impegnato nell'ambito del Catalina Sky Survey nella ricerca di oggetti potenzialmente pericolosi per la Terra. Lo strumento utilizzato è stato un telescopio riflettore di 1,5 m di diametro, dotato di rilevatori CCD. La cometa appariva come un oggetto di magnitudine 20,6-20,8 ed aveva aspetto asteroidale.
È stato l'astrofilo Peter Birtwhistle ad individuare lo stesso giorno la tenue nebulosità della chioma, utilizzando un telescopio riflettore di 40 cm di diametro, ed a portare alla corretta classificazione dell'oggetto.

### Osservazioni successive
Gareth V. Williams del Minor Planet Center ha calcolato una prima orbita già il 26 marzo 2012 utilizzando 25 osservazioni ed una seconda e migliore approssimazione il 3 aprile (con 36 osservazioni).
La cometa è stata quindi seguita fino al 14 giugno, quando ha raggiunto un'elongazione tale che l'ha portata troppo vicina al Sole perché potesse essere ancora osservabile. In questi primi ottanta giorni, la sua luminosità è aumentata lentamente fino a raggiungere la diciannovesima magnitudine. È stata recuperata il 14 ottobre dall'iTelescope Observatory di Mayhill, in Nuovo Messico, come un oggetto di magnitudine 15,3.
La cometa ha quindi intrapreso un lento movimento verso Sud che è proseguito fino al 5 febbraio quando ha raggiunto la sua massima declinazione meridionale pari a -87° ed ha invertito il moto. È stata pertanto favorita la sua osservazione dall'emisfero australe.
La sua luminosità è progressivamente aumentata: a fine novembre era prossima all'undicesima magnitudine, a fine dicembre 2012 aveva raggiunto la nona. Il mese di gennaio del 2013 ha visto incrementi ancora più rapidi fino a raggiungere la magnitudine 6,5 a fine mese, mentre la cometa attraversava le costellazioni del Centauro, la Croce del Sud e il Camaleonte.
Nel febbraio 2013, la cometa è divenuta visibile ad occhio nudo, seppur debole. Il suo percorso in cielo l'ha resa circumpolare nell'Ottante e successivamente l'ha portata a transitare per le costellazioni del Tucano e della Fenice a fine mese. Il 15 febbraio, in particolare, è transitata in prossimità dell'ammasso globulare 47 Tucanae e della Piccola Nube di Magellano. L'incremento di luminosità subito nei primi giorni di febbraio ha portato a rivedere in rialzo le stime della sua luminosità, che secondo Seiichi Yoshida avrebbe potuto raggiungere la terza magnitudine a fine marzo. Tuttavia, una riduzione nel tasso di incremento della luminosità occorsa nella seconda metà del mese, ha condotto a rivedere le stime al ribasso e si ritiene che la cometa potrebbe raggiungere la quinta magnitudine a fine marzo.
Nel febbraio del 2013, inoltre, è stata affiancata nel cielo dell'emisfero australe dalla C/2011 L4 PANSTARRS, più luminosa sebbene più bassa sull'orizzonte.

### Visibilità
Nel marzo del 2013 è stata visibile nella costellazione dello Scultore e poi nella Balena. Raggiunto il perielio il 24 marzo, la cometa dovrebbe divenire visibile nel cielo boreale dell'alba, per poi rapidamente svanire mentre si allontana dal sistema solare interno.

## Orbita
La Cometa Lemmon percorre un'orbita ellittica altamente eccentrica, inclinata di circa 82,6° rispetto al piano dell'eclittica. L'afelio è a 973 UA dal Sole. Il perielio è stato raggiunto il 24 marzo 2013, ad una distanza di 0,73 UA dal Sole. La cometa completa un'orbita in più di diecimila anni.
Il nodo ascendente dell'orbita è compreso tra le orbite della Terra e di Venere, infatti la minima distanza all'intersezione dell'orbita (MOID) della Terra è stata calcolata in 0,0723759 AU. Tuttavia, la minima distanza tra il nostro pianeta e la cometa è stata raggiunta il 5 febbraio ed è stata di poco inferiore ad un'unità astronomica.
Si ritiene che la cometa possa provenire dalla Nube di Oort e sia al suo primo passaggio nel sistema solare interno.